# Cantón de Monteverde
Monteverde es el décimo segundo cantón de la provincia de Puntarenas, de Costa Rica. Su cabecera es la ciudad de Santa Elena.
Su primera alcaldía se eligió hasta el 2024, anteriormente contaba con un gobierno local en la forma de uno de los entonces ocho Concejos Municipales de Distrito existentes en Costa Rica.
Monteverde se considera un importante destino de ecoturismo en Costa Rica. La zona es mundialmente conocida por la Reserva biológica Bosque Nuboso Monteverde y muchas otras reservas privadas, que atraen a un número considerable de turistas y naturalistas interesados en la montaña y la biodiversidad tropical.

## Toponimia
El nombre de Monteverde describe a la zona en sí misma como una montaña de verdor natural.  Su nombre oficial de acuerdo a la División Territorial Administrativa es Monte Verde, separando las dos palabras con un espacio.

## Historia

### Período prehispánico
Varios artefactos precolombinos dan testimonio de la ocupación de largo plazo de la región de Monteverde por una pequeña población de los nativos americanos de la cultura Clovis, quienes habitaron y cultivaron en la zona alrededor del año 3000 a. C. Entre aproximadamente el 3300 a. C. al 2000 a. C., las tribus vecinas de la zona del Arenal experimentaron una disminución de la población. Sin embargo, estas tribus restablecieron sus asentamientos en la región entre los años 2000 a. C. y el 500 a. C. Durante el periodo comprendido entre el 500 a. C. y el 300 d. C., la agricultura se intensificó, y las sociedades cacicales sustituyeron a las pequeñas sociedades tribales. Este periodo también se caracterizó por una deforestación intensa, asociada a la expansión de la horticultura. Asimismo, cimientos de piedra que datan de este período se pueden observar hoy en día. Los objetos de jade se convirtieron en elementos característicos de estas comunidades. Entre los años 300 a 800 d. C., los cacicazgos simples evolucionaron hacia formas más complejas, dando lugar a aldeas más elaboradas con cementerios, plazas públicas, trabajos en oro y redes de comercio y conflicto intertribales. Hacia el año 1300, se produce un declive en la población, posiblemente vinculado al aumento de la actividad del Volcán Arenal.
Con la llegada de los españoles en 1502, Costa Rica experimentó dos generaciones de conflictos bélicos. Las poblaciones indígenas en todo el país disminuyeron drásticamente, pasando de aproximadamente 400.000 a 80.000 habitantes en poco más de 50 años. A diferencia de sus vecinos, Nicaragua y Panamá, Costa Rica no parecía contar con grandes reservas de oro (a pesar de que la minería de oro fue una ocupación a tiempo completo en ciertos casos), hizo que el país fuera menos atractivo para la colonización.

### Primeros asentamientos cuáqueros
Lo que hoy se conoce como Monteverde fue fundado a partir de 1950 por un grupo de cuáqueros de los Estados Unidos, cuyos valores pacifistas los llevaron a oponerse al servicio militar durante la guerra de Corea. La mayoría de los integrantes eran originarios de Mobile, Alabama, e incluían no solo a cuáqueros, sino también a pacifistas y objetores de conciencia. El portavoz del grupo era Hubert Mendenhall, un productor lechero que había visitado Costa Rica en el año 1949. Estos cuáqueros y pacifistas eligieron Monteverde por su clima fresco, ideal para la producción lechera, y porque Costa Rica se consideraba un país pacífico y desmilitarizado. Mendenhall destacó la fertilidad del suelo y la amabilidad de la población local. Los cuáqueros también se comprometieron a proteger una gran extensión de tierra para su conservación. Esta reserva, denominada reserva biológica Bosque Nuboso Monteverde (Monteverde Cloud Forest Preserve), se ha convertido en una importante atracción turística.

### Distrito del cantón de Puntarenas
El distrito de Monteverde como parte del cantón de Puntarenas fue creado el 12 de enero de 1968 por medio de la Ley 170, segregándose de Guacimal. Al convertirse en un distrito independiente, obtuvo su propio Concejo Municipal de Distrito, a cargo de un intendente, aunque con una gran dependencia presupuestaria a la Municipalidad de Puntarenas.

### Proceso de creación del cantón
El proyecto para crear el cantón de Monteverde y 83 de Costa Rica, se construyó con base en una petición enviada al Congreso en septiembre del 2019, con firmas de 200 monteverdeños interesados en separarse del cantón Puntarenas.
La legislación costarricense establece que, para crear un nuevo cantón, el territorio en cuestión debe contar con al menos el 1% de la población total del país, es decir, al menos unas 50 000 personas para el año 2021. No obstante, en el censo oficial de 2011, Monteverde tenía 4155 habitantes, cifra que no cumplía con este requisito.
Los proponentes del cantonato adujeron que, en este caso, cabía la excepción porque el distrito se encontraba “sumamente alejado del cantón central de Puntarenas”. Este argumento fue avalado por la Asamblea Legislativa. Entre Monteverde y el centro de Puntarenas hay 62 kilómetros de distancia.
El 4 de agosto de 2021, la Asamblea Legislativa aprobó el expediente N.º 21618, y el 29 de septiembre de 2021, el Poder Ejecutivo firma la ley N.º 10019 para segregar el distrito y convertirlo en el cantón. Sin embargo, debido a la ley N.º 6068  que contempla el caso de que no es posible cambiar la División Territorial Administrativa catorce meses antes de unas elecciones, lo cual ocurrió debido a las Elecciones generales de Costa Rica de 2022, Monteverde continuó siendo un distrito hasta la finalización segunda ronda de la elección presidencial celebrada el 3 de abril de 2022. Una vez ratificado completamente, el cantón obtendría su primer alcaldía y municipalidad durante las Elecciones municipales de Costa Rica de 2024, consolidando finalmente al cantón. El 4 de febrero del 2024, el último intendente de Monteverde, Yeudy Ramírez, fue electo como el primer alcalde del cantón.

## Ubicación
El cantón de Monteverde limita con los cantones de San Ramón al este, al oeste con Abangares, al norte con Tilarán y al sur con Puntarenas.

## Geografía
Cantón de Monteverde cuenta con un área de 53,47 km² y una altitud media de 1330 m s. n. m.
Se caracteriza por su relieve abrupto y está ubicado en la vertiente occidental de la cordillera de Tilarán, a aproximadamente de tres horas de camino desde el Valle Central.

## Demografía
Para el año 2022, Cantón de Monteverde cuenta con una población estimada de 5386 habitantes, y para el último censo efectuado, en 2011, Cantón de Monteverde contaba con una población de 4155 habitantes.

## División territorial administrativa
El cantón se subdivide en un único distrito homónimo que abarca la totalidad de su área. Entre sus localidades más importantes se encuentran: 
- Cabecera: Santa Elena
- Poblados: Cerro Plano, Cuesta Blanca, Lindora, Llanos, Monte Verde, San Luis.

## Áreas de conservación natural
Debido a las selvas tropicales y bosques nubosos ubicados en la zona, Monteverde se ha convertido en una parte importante de la ruta turística de Costa Rica, a pesar de las dificultades de acceso. 
Reserva Biológica Bosque Nuboso Monteverde
La vertiente Caribe está expuesta a los vientos cargados de humedad que se elevan al chocar con la cordillera, provocando abundantes precipitaciones. En las partes más altas, la fuerza del viento es muy fuerte y produce un gran estrés mecánico sobre la vegetación, que es determinante en su fisonomía. Asimismo, la nubosidad persistente provoca las condiciones particulares para el desarrollo del denominado Bosque Nuboso. La vertiente del Pacífico es menos húmeda y los vientos secos, liberados de humedad por la precipitación en las partes altas de la cordillera, tienen un fuerte efecto de secamiento, especialmente en los sitios que han sido despojados de su cubierta vegetal. Esto lo convierte en un lugar lleno de riqueza biológica. Dentro de la reserva y el área aledaña a Monteverde, existe una precipitación y humedad relativamente alta. (Hernández y Bermúdez, 2007).
Existe una reserva natural privada creada en 1972 por los científicos George Powell y Wilford Guindon. El área alrededor de la entrada del parque es la más visitada, aunque es posible acampar en la reserva. Nueve rutas principales, que suman un total de 13 kilómetros, están bien conservadas. La reserva cuenta con una amplia red de senderos accesibles y varias estaciones de investigación rústicas, dos de ellas con capacidad de hospedar 10 personas cada una, así como una estación que puede alojar hasta 43 personas. Estas estructras solo pueden ser utilizadas por investigadores. 

### Bosque Eterno de los Niños
Al oeste de la ciudad de Monteverde se encuentra el Bosque Eterno de los Niños, el área de conservación privada más grande de Costa Rica, un proyecto financiado por las escuelas y los niños de todo el mundo. El Bosque Eterno de los Niños es la mayor reserva en la zona con 22 600 hectáreas. 
El Bosque Eterno de los Niños comprende la división continental, existente desde una elevación de 600 metros en las llanuras del Caribe hasta el pico más alto de casi 1800 metros, para luego bajar hasta casi 900 metros sobre el Pacífico. 
El clima, la flora y fauna varían significativamente entre las diferentes pendientes (Pacífico y Caribe) y niveles de elevación; seis de las doce zonas de vida de Costa Rica se encuentran dentro del Bosque Eterno de los Niños, lo que lo convierte en una de las áreas naturales más ricas del mundo. Alberga 5% de las especies de aves (440 especies), 6.5% de las especies de murciélagos (60 especies), 3% de las mariposas (700 especies) y 3% de los helechos (360 especies) a nivel mundial. Bajo del Tigre, una pequeña sección del Bosque Eterno de los Niños, es especialmente conocida por la observación de aves y las caminatas nocturnas.

## Economía

### Turismo
El turismo es un sector en crecimiento dentro de la economía de Monteverde. Desde menos de un centenar de visitantes anuales en 1975, la cifra aumentó a alrededor de 50.000 a mediados de la década de 1990 y alcanzó los 250.000 en las décadas posteriores. Como resultado, gran parte de la economía local se ha vuelto cada vez más dependiente del turismo. Desde principios de los años 90, se ha observado un incremento en la oferta de hoteles, taxis, guías y otros servicios turísticos. Además, se han fundado dos escuelas bilingües para proporcionar el dominio del inglés, esencial para atender a los visitantes que recibe Monteverde.
En la lista de Newsweek "100 lugares para recordar antes de que desaparezcan", Monteverde ocupa el puesto 14 en América. También ha sido considerado como una de las Siete Maravillas de Costa Rica por la votación popular y ha sido llamado por National Geographic como "la joya de la corona de las reservas forestales de nubes".

### Agroindustria
La empresa de productos lácteos Monteverde se originó en la zona, la cual fue adquirida en 2013 por Sigma Alimentos, de capital mexicano, y que continúa operando en el lugar.

## Transporte

### Carreteras
Al cantón lo atraviesan las siguientes rutas nacionales de carretera:
- Ruta nacional 606
- Ruta nacional 619
- Ruta nacional 620

## Conformación del Concejo Municipal de Distrito
- Administración
  - Intendente: Yeudy Miguel Ramírez Brenes (PRSC)
  - Viceintendenta: María Isabel González Corrales (PRSC)

- Concejo Municipal de Distrito
  - Síndica Propietaria: Yadira Trejos Segura (PLN)
  - Síndico Suplente: Rafael Eduardo Arguedas Morales (PLN)

- Concejales Municipales de Distrito
  - Propietarios
    - Bran Alexander Badilla Suárez (PLN)
    - Sigrid Fonseca González (PLN)
    - María Mileydi Medina Badilla (PRSC)
    - Mario Enrique Vargas Castro (PUSC)

  - Suplentes
    - Yaxine María Arias Núñez (PLN)
    - Wálter Esteban Bello Villalobos (PLN)
    - Jorge Alberto Santamaría Brenes (PRSC)
    - Evelyn Quesada Cambronero (PUSC)